# 織田組
織田組（おだぐみ）は、大阪府大阪市中央区に本部を置く暴力団で、指定暴力団山口組の二次団体。

## 略歴
初代組長・織田譲二は三代目山口組で秘書役を務め、四代目山口組では舎弟に直った。
1986年8月に織田組長が病死し、織田組は『松岡組』（まつおかぐみ、松岡義雄組長）と『譲心会』（じょうしんかい、高橋成治会長）とに分派した。
後に譲心会は解散し、2006年9月、松岡組長が引退すると、松岡組舎弟頭・高野永次（本名：高 次竜）が跡目を継ぎ、名称を『織田組』とした。

## 歴代組長
- 初代 - 織田譲二（本名：伊藤豊彦、三代目山口組若中、四代目山口組舎弟）
- 二代目 - 松岡義雄
- 三代目 - 高野永次（本名：高 次龍、六代目山口組慶弔委員）